# Davadabetta, Pavagada
Davadabetta là một làng thuộc tehsil Pavagada, huyện Tumkur, bang Karnataka, Ấn Độ.